# Wolf O'Donnell
Wolf O'Donnell (ウルフ・オドネル?, Urufu Odoneru) è un personaggio della serie di videogiochi Star Fox di Nintendo. È sia il capo della squadra di mercenari  Star Wolf che rivale di Fox McCloud. Il team viene inizialmente assunto da Andross per abbattere la squadra di Star Fox; anche se senza successo, i duelli tra le due squadre portano Wolf a sviluppare sia un riluttante rispetto per Fox che il desiderio di sconfiggerlo.

## Caratteristiche
Leader del team Star Wolf, è un lupo antropomorfo di colore grigio. Ha una benda sull'occhio destro che più avanti nella serie viene rimpiazzata da un visore di colore azzurro. Inizialmente comandato dall'imperatore Andross, Wolf sviluppa una forte rivalità con Fox McCloud, e diventa presto il suo rivale. Dopo aver subito una pesante sconfitta su Fichina, Wolf e il suo team riappaiono sul Venom, pieni di ferite ma ancora molto agguerriti. Nuovamente vengono sconfitti da Fox e i suoi compagni. Wolf riappare in Star Fox: Assault, dove stringe un'alleanza temporanea col suo rivale per sconfiggere la minaccia degli Aparoidi. Wolf ricopre nuovamente il ruolo di aiutante in Star Fox Command, dove dichiara di provare un certo rispetto per Fox.

## Altre apparizioni
Wolf appare come personaggio giocabile in Super Smash Bros. Brawl, nel quale però non gioca una parte principale nella storia. L'abbigliamento di Wolf in Brawl è una versione modificata della sua tuta in Assault e Command, con dei guanti senza dita da cui fuoriescono i suoi artigli affilati. Inoltre, in questo gioco Wolf mostra comportamenti selvatici.
Wolf riappare anche in Super Smash Bros. for Nintendo 3DS e Wii U, ma non sarà giocabile.
Ritorna come personaggio giocabile nel capitolo successivo, in Super Smash Bros Ultimate per Nintendo Switch.

## Accoglienza
Wolf è apparso al settimo posto nella lista de "I 7 migliori rivali" di GamesRadar. WhatCulture ha affermato che l'ossessione di Wolf di distruggere Fox "porta ad alcuni dei combattimenti tra cani più esilaranti e impegnativi del gioco", e lo ha classificato al cinquantunesimo posto nella sua lista dei "100 migliori cattivi di videogiochi di tutti i tempi". Nel 2014, Patrick Lindsey di Paste ha classificato Wolf O'Donnell come il terzo miglior lupo nei videogiochi.  Jeremy Parish di Polygon ha elencato Wolf come 54° miglior personaggio comparso nella serie Smash. Gavin Jasper di Den of Geek ha classificato Wolf come 38° miglior personaggio di Super Smash Bros. Ultimate. Michael Derosa di Screen Rant ha classificato Wolf come settimo miglior personaggio da utilizzare in Super Smash Bros. Ultimate.